# Seyðisfjörður
Seyðisfjörður – miasto we wschodniej Islandii, na końcu fiordu o tej samej nazwie, położone 27 km od Egilsstaðir. Z trzech stron miasto okrążają szczyty górskie sięgające 1150 m n.p.m. Jest też tu wiele wodospadów. Miasto wraz z sąsiednimi terenami wchodzi w skład gminy Múlaþing (do 2020 roku tworzyła gminę Seyðisfjarðarkaupstaður), w regionie Austurland. Na początku 2021 roku miasto zamieszkiwało 659 osoby.

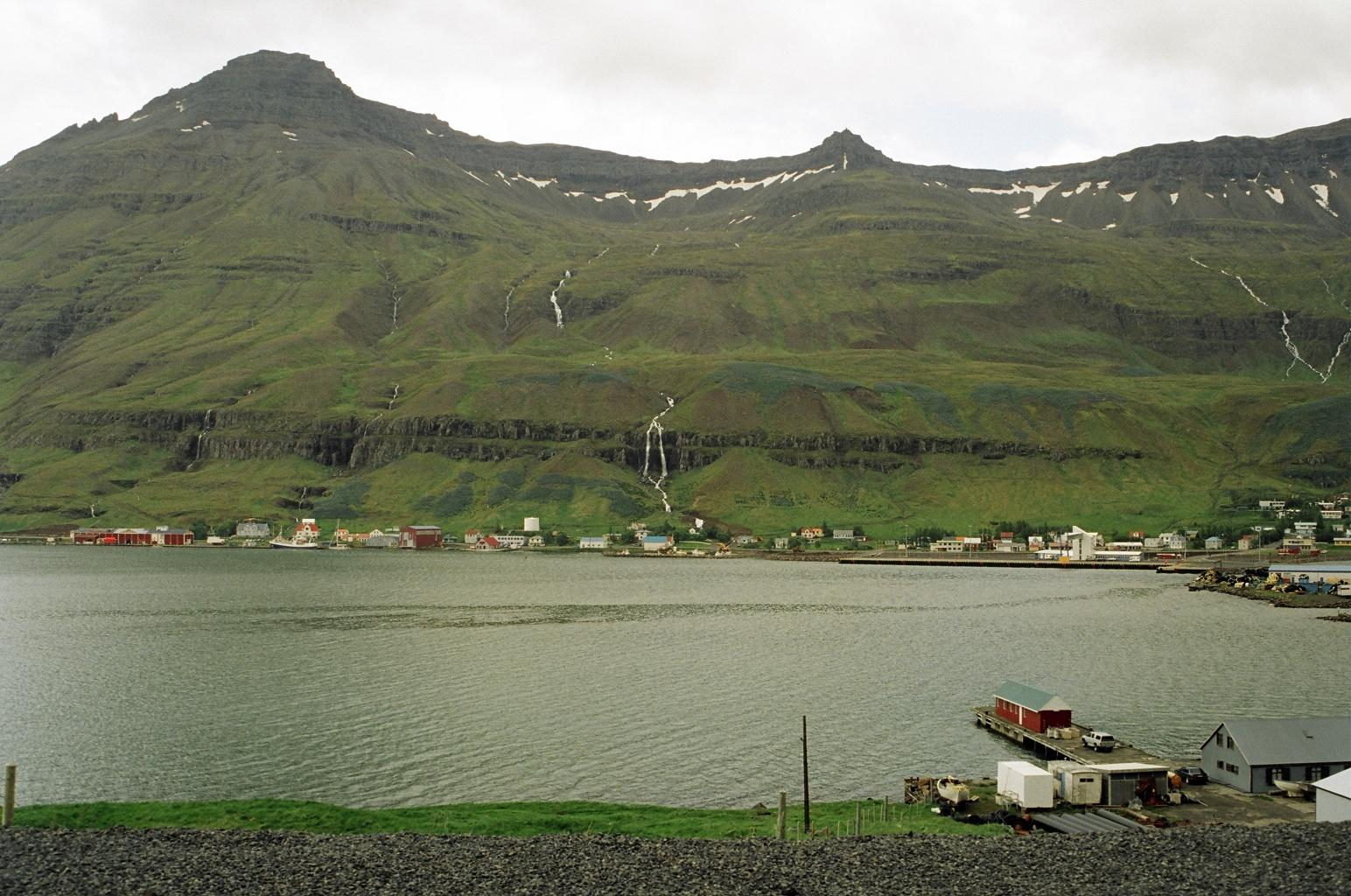
Fiord w Seyðisfjörður

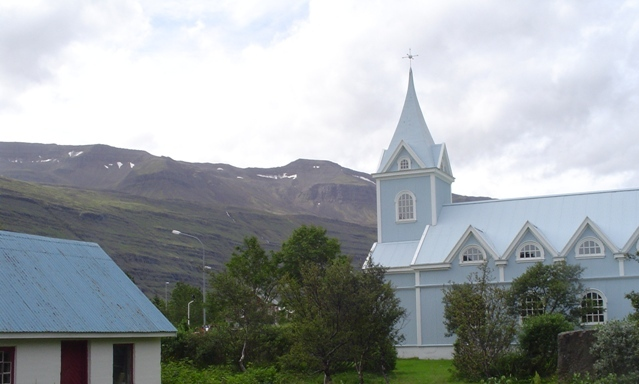
Charakterystyczny niebieski kościół w Seyðisfjörður

Jeden z ważniejszych portów na wschodnim wybrzeżu Islandii. Znajduje się tu port rybacki oraz zawija prom samochodowy oferujący Islandii połączenie z Hirtshals w Danii i Thorshavn na Wyspach Owczych.
Osada założona została w 1848 r. przez norweskich rybaków. Wiele obecnych budynków to nadal oryginalne drewniane budowle wzniesione w tamtych czasach. Podczas II wojny światowej stacjonowały tu brytyjskie i amerykańskie wojska.
W Seyðisfjörður znajduje się dom kultury i wiele muzeów.